# Liste der Kulturdenkmale in der Stadtmitte
Die Liste der Kulturdenkmale in der Stadtmitte listet die aufgeteilten Listen von Kulturdenkmalen in der Stadtmitte von Erfurt auf.
- Liste der Kulturdenkmale in der Stadtmitte (Erfurt, Ost)
- Liste der Kulturdenkmale in der Stadtmitte (Erfurt, Süd)
- Liste der Kulturdenkmale in der Stadtmitte (Erfurt, West)